# Gossypioides kirkii
Gossypioides kirkii là một loài thực vật có hoa trong họ Cẩm quỳ. Loài này được (Mast.) Skovst. ex J.B.Hutch. mô tả khoa học đầu tiên năm 1947.